# Società Sportiva Audace Cerignola
La Società Sportiva Audace Cerignola S.r.l., meglio nota come Audace Cerignola o semplicemente Cerignola, è una società calcistica italiana con sede nella città di Cerignola. Milita in Serie C, terza divisione del campionato italiano di calcio.
Fondato nel 1912 come "Gruppo Sportivo Cerignola", il club partecipò fra il 1934 e il 1937 a tre campionati di terza serie nazionale, disputando poi, con successivi sodalizi, 34 campionati interregionali, di massimo livello dilettantistico.
Nel 2022 l'Audace Cerignola ha detenuto un curioso record negativo, essendo stato il club con più anni di assenza dall'ultimo campionato professionistico disputato: i gialloblù infatti, alla pari con la Fortitudo Trieste (disciolta nel 1940) non partecipavano ad un campionato di Serie C da ben ottantacinque anni.  Al termine della stagione 2021-2022 il club ha fatto ritorno nel professionismo.

## Storia

### Le origini e i primi decenni
(Parole del marchese De Torres y De Calbò durante il suo discorso del primo giugno 1912, giorno della nascita del Gruppo Sportivo Cerignola.)
Il Gruppo Sportivo Cerignola fu costituito il primo giugno del 1912 dal marchese Francisco De Torres Y De Calbò, che la sovvenzionò a proprie spese. Intorno alla fine degli anni venti cominciò a prendere parte ai campionati provinciali e regionali. La società, in questo periodo, era composta da dilettanti che non ricevevano uno stipendio; il terreno di gioco era costituito dal campo di Villa Ducale.

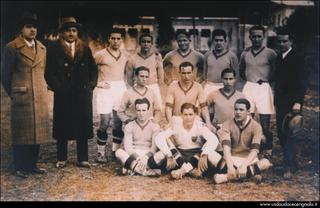
Una formazione degli anni 1930.

Nella stagione 1931-1932, Cerignola vide per la prima volta la partecipazione della propria squadra al campionato di Terza Divisione Pugliese, arrivando seconda, dietro al Foggia. Nel 1935, la squadra partecipò al campionato nazionale di Serie C, in seguito a ripescaggio in virtù del terzo posto della stagione precedente. Dopo sole due stagioni il club rinunciò alla categoria.
Durante la seconda guerra mondiale, molti membri della squadra furono costretti a partire per i teatri di guerra, e nel 1940 venne disputato l'ultimo campionato di Prima Divisione: non c'erano abbastanza fondi per poter mantenere una squadra di calcio. Questo finché nell'immediato dopo guerra, spinti dal sindaco Pasquale Specchio, una serie di volenterosi contribuirono alla creazione di una nuova società calcistica: l'Unione Sportiva Audace Cerignola.

### Dagli anni sessanta agli anni novanta

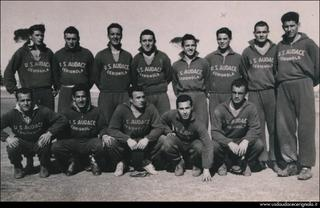
Una formazione degli anni 1960.

Nella stagione 1966-1967 il Cerignola venne ripescato in Serie D (successivamente alla ristrutturazione dei campionati minori). Nel 1973 il Cerignola retrocesse in Promozione ed al termine del campionato di Serie D 1974-1975, a causa della crisi finanziaria che investì la società, l'Unione Sportiva Audace Cerignola cessò di esistere. 

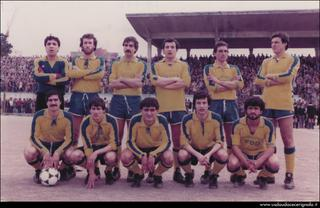
Una formazione degli anni 1980.

Per molto tempo, le società cittadine non si spingevano oltre la militanza nelle serie minori. Nonostante tutto, però, l'interesse di ridare nuova linfa alla situazione calcistica cerignolana era forte. L'interesse si concretizzò quando la G.S. Favalli e l'Associazione Sportiva Cerignola Cittadella (che partecipavano al campionato di Promozione) si riunirono in una società che vide l'ingresso di ulteriori soci. La squadra fu ammessa al campionato di Promozione, dopo tredici anni. L'anno successivo però, a causa di alcune irregolarità nella presentazione della fideiussione da parte della società, il Cerignola fu estromesso dal campionato e solo grazie alla mediazione del sindaco Valentino la società fu riammessa al campionato di Promozione piuttosto che a quello di Terza Categoria. Nel campionato 1986-1987 il Cerignola raggiunse la promozione nel Campionato Interregionale. Artefici di quel successo furono tra gli altri i cerignolani Colucci, Mastroserio, Dimmito e Stellardi.

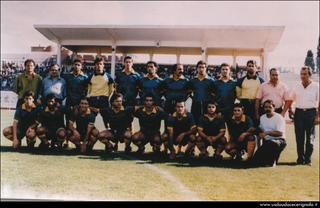
Una formazione degli anni 1990.

Nel 1989-1990, dopo un biennio passato in Promozione, il Cerignola venne ripescato nella massima categoria dilettantistica dalla quale era stata estromessa precedentemente per aver tardato il perfezionamento dell'iscrizione al campionato.

### Il nuovo millennio
Fra il 1999 ed il 2001 la Gioco Calcio Cerignola retrocedette due volte consecutivamente, dalla Serie D alla Promozione. Si optò dunque per la fusione con l'Ofantile, altra società locale. Seguiranno stagioni di alternata militanza in Eccellenza e Promozione segnate da varie vicissitudini societarie.
Nel campionato di Eccellenza 2006-2007 la promozione in Serie D sfuma ai play-off nazionali, in seguito alla sconfitta nella semifinali contro il Carini. Al termine della stagione regolare il presidente Antonio Daniello abbandona la carica e i pugliesi retrocedono in Promozione. Il ritorno in Eccellenza è tuttavia immediato, grazie alla vittoria del campionato, correlata dal raggiungimento del nuovo record di punti per un torneo di Promozione pugliese (73). Al termine del campionato il presidente Dinisi lascia la carica; la società viene rilevata dunque da una cordata di venticinque imprenditori locali. Tra gli imprenditori interessati alle sorti della squadra ofantina spicca il nome di Pasquale Casillo, presidente del Foggia all'epoca di Zemanlandia.
Nel 2013, dopo tre discreti tornei di Eccellenza e la vittoria della Coppa Italia regionale, l'Audace non si iscrive al campionato di competenza, ricorrendo contro la FIGC e la LND per la mancata iscrizione al successivo campionato di Serie D come avente di diritto. Il 17 settembre il ricorso viene rigettato. Il sodalizio rimane dunque attivo per una stagione esclusivamente col settore giovanile.

### L’era Grieco e il ritorno in Serie C
Nell’agosto 2014 l’imprenditore cerignolano Michele Grieco rileva la società, che ripartirà dal campionato di Prima Categoria. Il torneo 2014-2015 viene vinto conquistando 92 punti su 96 disponibili. Arriva inoltre la vittoria della Coppa Puglia di categoria. Il 21 febbraio 2016, qualche giorno dopo la vittoria della Coppa Puglia di Promozione ai danni del Fasano, l'Audace viene promossa in Eccellenza con ben sette giornate d'anticipo. Gli ofantini chiudono il campionato da imbattuti, conquistando 84 punti su 90 disponibili. 

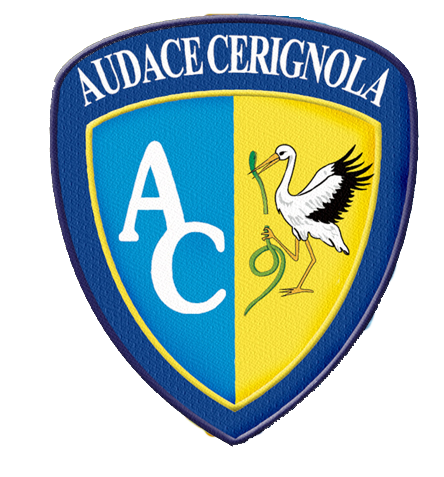
Lo stemma utilizzato fino al 2017.

Nella stagione 2016-2017, sotto la guida dello specialista in promozioni Francesco Farina, il Cerignola vince anche il campionato di Eccellenza battendo alla penultima giornata il Bitonto secondo in classifica per 6 a 1, ritornando in Serie D a distanza di diciassette anni. La stagione però non procede bene, subendo un primo scossone ad ottobre quando l'allenatore Francesco Farina annuncia le sue dimissioni a seguito della sconfitta per 3 a 0 sul campo della capolista Potenza. Il suo successore è Vincenzo Feola, che durerà appena tre partite, quando il presidente Grieco decide di esonerare l'allenatore e di allontanare gran parte dei giocatori arrivati nella sessione estiva di calciomercato per motivi disciplinari. La squadra viene così affidata a Teore Grimaldi che chiuderà il campionato al 5º posto in classifica accedendo così ai play-off. In semifinale è eliminata dalla Cavese per 1-0.
Nella stagione 2018-2019, il Cerignola punta al salto di categoria con una squadra nella maggior parte rivoluzionata, a partire dalla panchina che viene affidata a Leonardo Bitetto. A fine campionato si classifica seconda alle spalle del sorprendente Picerno, accedendo così per il secondo anno consecutivo ai play-off. In semifinale elimina per 2-1 il Savoia, mentre finale stravince per 5-1 contro il Taranto, guadagnandosi la prima posizione nella graduatoria per i ripescaggi in Serie C. 
La società presenta domanda di ripescaggio, che viene rigettata dalla FIGC per irregolarità riguardanti lo stadio Monterisi. La società si ritrova nuovamente in Serie D, ma non si perde d’animo e senza badare a spese allestisce nuovamente una squadra con l’obbiettivo di tornare nel calcio professionistico. La squadra affidata al giovane tecnico Alessandro Potenza è composta da giocatori illustri come Gianluca Sansone, Alessandro Longhi e Tommaso Coletti ma, nonostante le premesse,  dopo 13 partite, con la squadra in zona play-out, arriva l’esonero del tecnico e le dimissioni del direttore sportivo Di Toro (successivamente ritirate). Viene chiamato per dare una svolta nuovamente Vincenzo Feola: l’allenatore campano ripagherà le aspettative conquistando subito 8 vittorie di fila. Terminerà il campionato al quarto posto, quando, a 8 giornate dalla fine, il torneo viene interrotto il per via della pandemia da Covid-19, fermando così la rincorsa dei gialloblù verso le zone alte della classifica. Il 24 giugno 2020 il presidente Grieco, cederà il ruolo da presidente a Luigi Caterino, già sponsor del club.
Per il campionato 2020-2021, segnato dalle conseguenze della pandemia di COVID-19, il budget e gli obbiettivi della squadra vengono ridimensionati. L’eredità in panchina viene raccolta da Michele Pazienza, a cui verrà affidata una squadra giovane e di prospettiva che vede nei suoi elementi di spicco l’attaccante Giancarlo Malcore e il difensore Giacinto Allegrini. Dopo un girone d'andata concluso in piena zona play-out ed a seguito di un’importante campagna di rafforzamento invernale, la squadra inanella una lunga serie di risultati positivi e vittorie convincenti che gli permetteranno di chiudere il campionato al settimo posto, mancando l'accesso ai playoff solo all'ultima giornata. Al termine della stagione, l’attacco degli ofantini si rivelerà il migliore del proprio girone con 62 centri, oltre alla quarta difesa meno battuta, mentre Giancarlo Malcore vincerà il titolo di capocannoniere del Girone H, frutto delle sue 21 reti in 23 gare.
Il 9 luglio 2021 viene ufficializzo l'ingresso in società di Danilo Quarto come nuovo presidente. Per la stagione 2021-2022 staff tecnico e dirigenziale vengono confermati in blocco, insieme all’ossatura di giocatori che ha fatto le fortune dell’Audace nella stagione passata. A rinforzare la rosa arrivano elementi di assoluto valore ed esperienza, come il centrocampista Cristian Agnelli, il difensore Alex Sirri e gli under Dorval e Tascone. La stagione parte con un 3-1 inflitto ai danni del Fasano. Segue poi un periodo complicato in cui la squadra subisce le uniche due sconfitte in campionato e colleziona numerosi pareggi. La società, in una conferenza stampa, conferma la piena fiducia nell’operato del mister e della dirigenza, dopodiché i risultati iniziano ad arrivare. La squadra aggancia il primo posto il 5 dicembre dopo la vittoria per 2-0 sul Francavilla. Nel frattempo, dal mercato invernale, arrivano il fantasista Nicola Strambelli e il portiere under Trezza per dare manforte al team gialloblù.
Il 24 aprile 2022, battendo il Bitonto per 1-0 davanti a 7.000 tifosi gialloblù, si aggiudica la promozione in Serie C con quattro giornate d’anticipo, a distanza di ben 85 anni dall'ultima volta.
il 23 maggio 2022 ritorna ufficialmente il Presidente Nicola Grieco, mai realmente allontanatosi dal calcio cerignolano.
Contro le aspettative di inizio stagione, il Cerignola disputa un'ottima stagione terminando al quinto posto nel girone C davanti a squadre più quotate come Latina o Avellino e accedendo ai turni di playoff. Sconfigge Juve Stabia e Monopoli nei primi due turni, conquistando a sorpresa la fase nazionale dove affronta il Foggia al primo turno. Dopo la vittoria per 4-1 dell'andata, il Cerignola si fa clamorosamente rimontare nei minuti finali allo Zaccheria venendo eliminato al primo turno della fase nazionale.
Nella stagione successiva il Cerignola conferma il piazzamento playoff arrivando al settimo posto con 53 punti, conquistato all'ultima giornata grazie alla vittoria per 3-0 sul Giugliano. Tuttavia, dopo aver eliminato lo stesso Giugliano al primo turno, viene sconfitto dalla Casertana per via del miglior piazzamento. 
L’annata 2024-2025 vede il Cerignola disputare la migliore stagione sin qui della sua storia, terminando al secondo posto nel gruppo C alle spalle dell’Avellino e avendo occupato per lungo periodo la prima posizione, sfiorando la promozione diretta in Serie B.

## Strutture

### Stadio
Lo stadio Domenico Monterisi, già denominato Campo Littorio, è lo stadio della città di Cerignola. Vi disputa le partite interne la squadra di calcio dell'Audace Cerignola. Lo stadio, inizialmente progettato per avere una capienza di 3 000 posti circa, ha subito numerosi lavori di ampliamento e ristrutturazione, raggiungendo gli attuali 4 500 posti viste le grandi ambizioni e risultati ottenuti dal Cerignola negli ultimi anni, da quando la società fu rilevata dalla famiglia Grieco a seguito del fallimento del 2013-2014.
A seguito della promozione in Serie C ottenuta nella stagione 2021-2022, il sindaco di Cerignola Francesco Bonito ha manifestato l’intenzione di costruire un nuovo stadio.

## Il Cerignola nella cultura di massa
La squadra ebbe una certa risonanza nazionale sul finire degli anni cinquanta grazie al film commedia con Totò del 1958 Gambe d'oro, nel quale veniva raccontato anche di un'ipotetica amichevole con la Nazionale Italiana, vinta nella pellicola proprio dal Cerignola con il risultato di 2 a 1. Nel film si racconta che la notizia della sconfitta fu tenuta nascosta agli organi di stampa in quanto il match fu giocato a porte chiuse, ma non ai numerosi cerignolani che erano fuori dello stadio ad attendere notizie sull'andamento della gara.

## Statistiche e record

### Partecipazione ai campionati
| Livello | Categoria                           | Partecipazioni | Debutto   | Ultima stagione | Totale |
| ------- | ----------------------------------- | -------------- | --------- | --------------- | ------ |
| 3º      | Prima Divisione                     | 1              | 1934-1935 | 1934-1935       | 7      |
| 3º      | Serie C                             | 6              | 1935-1936 | 2025-2026       | 7      |
| 4º      | Promozione                          | 4              | 1948-1949 | 1951-1952       | 23     |
| 4º      | IV Serie                            | 4              | 1953-1954 | 1956-1957       | 23     |
| 4º      | Campionato Interregionale - 1ª Cat. | 1              | 1957-1958 | 1957-1958       | 23     |
| 4º      | Campionato Interregionale           | 1              | 1958-1959 | 1958-1959       | 23     |
| 4º      | Serie D                             | 13             | 1967-1968 | 2021-2022       | 23     |
| 5º      | Campionato Interregionale           | 3              | 1987-1988 | 1991-1992       | 11     |
| 5º      | Campionato Nazionale Dilettanti     | 7              | 1992-1993 | 1998-1999       | 11     |
| 5º      | Serie D                             | 1              | 1999-2000 | 1999-2000       | 11     |

## Palmarès

### Competizioni interregionali
- Serie D: 1

2021-2022 (girone H)

### Competizioni regionali
- Seconda Divisione: 1

1933-1934
- Eccellenza: 1

2016-2017
- Promozione: 5

1952-1953, 1973-1974, 1986-1987, 2008-2009, 2015-2016
- Prima Categoria: 3

1962-1963, 1963-1964, 2014-2015
- Coppa Italia Dilettanti Puglia: 1

2012-2013
- Coppa Italia Promozione Puglia: 1

2015-2016
- Coppa Italia Prima Categoria Puglia: 1

2014-2015

## Tifoseria

### Storia
Il movimento ultras nacque a Cerignola nel 1984, con la formazione del C.U.G.G.A. (Commando Ultrà Gioventù Giallo Azzurra). Agli inizi degli anni novanta il C.U.G.G.A. cambia denominazione in Ultras Cerignola 1984, mantenendo la stessa struttura ma con l'inserimento di giovani gruppi come la Fazione Ribelle.
A partire dal 1997 il gruppo diserta le partite della Gioventù Calcio Cerignola in segno di protesta verso la vecchia società, ritornando a pieno regime solo nel 2002, in seguito all'avvicendamento ai vertici societari. Qualche anno più tardi nascono i Sick Boys, che affiancano gli U.C. 1984 nella "gradinata prato", il settore all’epoca occupato dagli ultras gialloblu. Dall’estate 2019, il tifo organizzato prende posto in Curva Sud.
Nel 2021 nasce il gruppo Fedelissimi, che prende posto in gradinata, composto per lo più da vecchi componenti della tifoseria organizzata. Un anno dopo, sulla stessa riga del precedente, si forma anche il gruppo della Brigata Gialloazzurra.
Da segnalare gruppi di tifosi gialloblù attivi nelle zone di Torino e Milano, ma anche a Roma e in varie zone della Toscana sono presenti cerignolani emigrati che seguono la squadra nelle trasferte a loro più vicine.

### Gemellaggi e rivalità
Agli inizi degli anni novanta gli ultras cerignolani intrapresero un gemellaggio, tuttora molto forte, con gli ultras dell'Ebolitana. Nello stesso periodo nacque un'amicizia con i tifosi del Benevento e poco tempo dopo con quelli del Nardò. Agli albori del nuovo millennio, i neonati Sick Boys instaurarono un'amicizia con il Gruppo Erotico di Barletta. Nell’estate 2022 nasce una forte amicizia con gli ultras tedeschi del Fürth, a seguito di un viaggio in terra ofantina da parte degli ultras del trifoglio.
Risultano anche buoni rapporti con i tifosi di Fidelis Andria, Savoia, Nola e Galatina. 
Le rivalità più forti, invece, si hanno con gli ultras del Foggia, con il gruppo Allentati di Fasano (storico gruppo della tifoseria biancoazzurra), con gli ultras del Manfredonia e del Taranto, ma la più antica ostilità, nata all’inizio degli anni novanta, si ha nei confronti degli ultras della Juve Stabia.
Nella stagione 2017-2018 ci sono stati scontri fra i tifosi gialloazzurri e gli ultras della Turris, ostilità derivata dal gemellaggio dei Cerignolani con gli Ebolitani e la rivalità dei tifosi corallini con questi ultimi. Altra rivalità nata durante la stessa stagione è quella con gli ultras del Potenza in seguito a tafferugli avvenuti nelle due partite di campionato.
Non ci sono buoni rapporti neanche con gli ultras di Brindisi, Nocerina e Monopoli mentre si segnalano rivalità minori con Bitonto, Altamura, Lucera e Molfetta. La tifoseria cerignolana, inoltre, non porta buoni rapporti con quasi tutte le tifoserie della provincia per motivi campanilistici.
A seguito della partita Foggia-Cerignola, valida per il campionato di Serie D 2019-2020, si è confermata la forte rivalità tra le due tifoserie a seguito di screzi avvenuti sugli spalti e fuori dallo stadio Zaccheria.

## Organico

### Rosa 2025-2026
Rosa e numerazione ufficiali aggiornate al 13 agosto 2025.
| N. |                      | Ruolo | Calciatore                 |
| -- | -------------------- | ----- | -------------------------- |
| 1  | Italia (bandiera)    | P     | Stefano Greco              |
| 3  | Italia (bandiera)    | D     | Luca Russo                 |
| 5  | Italia (bandiera)    | D     | Luca Martinelli (capitano) |
| 6  | Argentina (bandiera) | D     | Santiago Visentin          |
| 9  | Italia (bandiera)    | A     | Antonio Sabbatani          |
| 11 | Argentina (bandiera) | C     | Giancarlo Bianchini        |
| 12 | Italia (bandiera)    | P     | Alfonso Rizzuto            |
| 14 | Italia (bandiera)    | C     | Lorenzo Paolucci           |
| 15 | Italia (bandiera)    | D     | Alessandro Ligi            |
| 17 | Italia (bandiera)    | A     | Ernesto Ballabile          |
| 18 | Italia (bandiera)    | A     | Alessandro Faggioli        |
| 19 | Argentina (bandiera) | D     | Gianfranco Giuliodori      |
| 20 | Spagna (bandiera)    | C     | Miguel Ángel Sainz-Maza    |
| 22 | Italia (bandiera)    | P     | Giuseppe Fares             |
| 24 | Spagna (bandiera)    | C     | Oscar Moreso               |
| 25 | Italia (bandiera)    | D     | Riccardo Spaltro           |

| N. |                   | Ruolo | Calciatore           |
| -- | ----------------- | ----- | -------------------- |
| 27 | Italia (bandiera) | D     | Gabriele Ingrosso    |
| 29 | Italia (bandiera) | A     | Luigi Cuppone        |
| 33 | Italia (bandiera) | A     | Ludovico D'Orazio    |
| 45 | Italia (bandiera) | D     | Martin Cocorocchio   |
| 48 | Italia (bandiera) | A     | Nicolas Iurilli      |
| 49 | Italia (bandiera) | A     | Francesco Lorusso    |
| 50 | Italia (bandiera) | A     | Alessandro Carnevale |
| 51 | Italia (bandiera) | C     | Mattia Tascone       |
| 58 | Italia (bandiera) | C     | Carmine Cretella     |
| 71 | Italia (bandiera) | C     | Donato Ianzano       |
| 77 | Italia (bandiera) | D     | Giuseppe Coccia      |
| 83 | Italia (bandiera) | C     | Zak Ruggiero         |
| 90 | Italia (bandiera) | A     | Michele Emmausso     |
| 99 | Italia (bandiera) | D     | Claudio Parlato      |
|    | Italia (bandiera) | D     | Lorenzo Cellai       |